# Puigdauret
Puigdauret és una masia a gairebé 1,5 km al nord del nucli de l'Esquirol (Osona). Masia documentada des del segle xiv, registrada als fogatges de les "Parròquies del terme de Corcó, St. Jolia de Cabrera, St. Llorens Dosmunts, St. Bartomeu Sagorga, St. Vicens de Casserres y St. Martí Çescorts, fogajat a 11 d'octubre per Bartomeu Bertrana balle com apar en cartes 241", on consta un tal "Joan Puigdeuret".
Masia de planta rectangular (12 x 11 m), coberta a dues vessants i amb el carener perpendicular a la façana situada a migdia. Presenta diversos cossos adossats a les façanes excepte a la principal, i consta de planta baixa, pis i golfes. La majoria d'obertures són de gres. La façana principal presenta, a la planta baixa, un portal rectangular amb llinda esculturada amb un bonic motiu i datada (1722), una finestra i un portal que dona accés al cos de porxos adossat a la façana Oest. Al primer pis té tres finestres amb ampit motllurat i tres finestres més a les golfes. La façana oest presenta als baixos del cos de porxos i, a la planta, el porxo amb dos pilars de totxo. La façana nord presenta un cobert de totxana al sector oest i un portal als baixos, sota una terrassa que està al nivell del primer pis i presenta un portal i tres finestres. Al sector est presenta un cos allargat adossat a la planta, amb quatre finestres al primer pis i una finestreta sota el carener. Tota aquesta façana està arrebossada amb pòrtland. La façana Est presenta un cos de garatge a la planta i una finestra al primer pis.